# Fred Brouwers
Fred Brouwers (Leuven, 29 januari 1948) is een Vlaamse radio- en televisiepresentator en kenner en liefhebber van klassieke muziek.

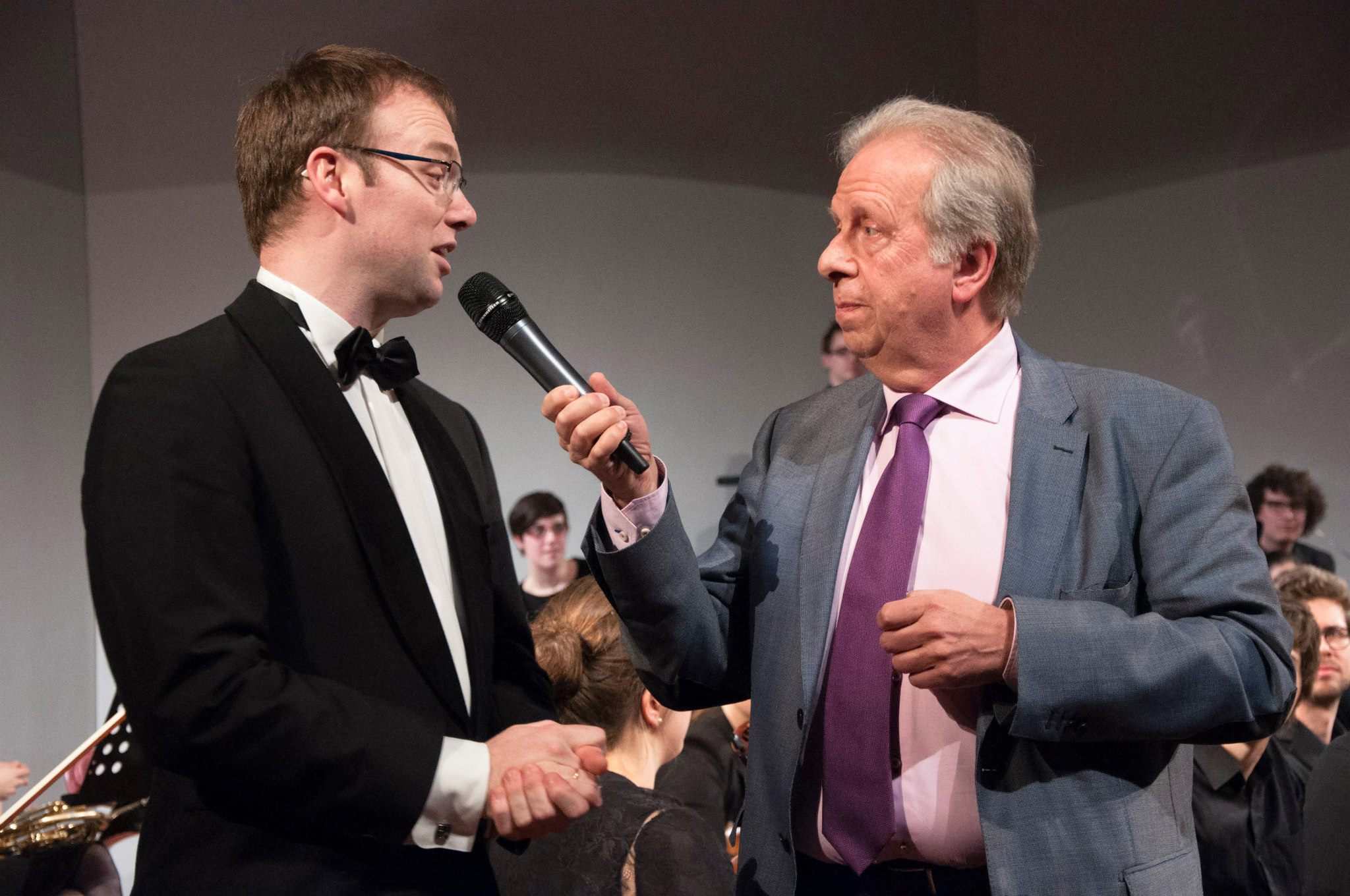
in gesprek met Liebrecht Vanbeckevoort tijdens een optreden met Frascati Symphonic

## Biografie
Hij studeerde in 1970 af als licentiaat Germaanse filologie aan de Katholieke Universiteit Leuven.
Fred Brouwers was lange tijd leraar Engels en Nederlands in het katholiek middelbaar onderwijs en de normaalschool in Bokrijk. Sinds 1978 (en voor het laatst in 2011) presenteerde hij de jaarlijkse Koningin Elisabethwedstrijd. Hij presenteerde bij de Vlaamse openbare omroep (lang BRT(N), sinds 1/1/1998 VRT) ook op Radio 1 ('De Lange Mars', waarvoor hij drie keer werd genomineerd voor de Prijs van de Radiokritiek), Radio 2 ('Bij Bach op de koffie' en 'Politheek') en Radio Drie (nu Klara) tot hij met pensioen ging. Voor Radio Drie schreef en las hij de Brouwerijen, een speels naar hem genoemde serie cursiefjes over de klassieke muziekgeschiedenis met weetjes en merkwaardige gebeurtenissen uit het leven van componisten.
Van 1989 tot 1991 was hij intendant van het Nationaal Orkest van België.
Hij schreef in 1995 de misdaadroman Tomasino. Brouwers voorziet voor de radio het jaarlijks terugkerend Nieuwjaarsconcert van de Wiener Philharmoniker van passende commentaar.
In 1984 ontving hij De HA! van Humo.
Momenteel geeft hij ook lezingen en treedt als zanger op met de jonge VRT Big Band.